# Atlético Venezuela Club de Fútbol
L'Atlético Venezuela Club de Fútbol, meglio noto come Atlético Venezuela, è stata una società calcistica venezuelana con sede nella città di Caracas.

## Organico

### Rosa 2020
| N. |                      | Ruolo | Calciatore          |
| -- | -------------------- | ----- | ------------------- |
|    | Venezuela (bandiera) | P     | Daniel Valdés       |
|    | Venezuela (bandiera) | P     | Wilver Jiménez      |
|    | Venezuela (bandiera) | P     | Bryant Martin       |
|    | Venezuela (bandiera) | D     | Maikol Vivas        |
|    | Venezuela (bandiera) | D     | Gianfranco Catapano |
|    | Venezuela (bandiera) | D     | Andrés Maldonado    |
|    | Venezuela (bandiera) | D     | Luis Torres         |
|    | Venezuela (bandiera) | D     | Jonathan España     |
|    | Venezuela (bandiera) | D     | Layneker Zafra      |
|    | Venezuela (bandiera) | D     | Jhoel Salazar       |

| N. |                      | Ruolo | Calciatore          |
| -- | -------------------- | ----- | ------------------- |
|    | Venezuela (bandiera) | C     | Yeferson Velazco    |
|    | Venezuela (bandiera) | C     | Yangel Herrera      |
|    | Venezuela (bandiera) | C     | Junior Cedeño       |
|    | Venezuela (bandiera) | C     | Joel Infante        |
|    | Venezuela (bandiera) | C     | Dimas Meza          |
|    | Venezuela (bandiera) | A     | Daniel Arismendi    |
|    | Venezuela (bandiera) | A     | Jairo Otero         |
|    | Venezuela (bandiera) | A     | Giancarlo Maldonado |
|    | Venezuela (bandiera) | A     | Anthony Uribe       |

## Palmarès

### Competizioni nazionali
- Segunda División: 2

2009-2010, 2011-2012